# عبد الكريم جرمانوس
عبد الكريم جرمانوس (بالمجرية: Germanus Gyula)‏ (1301 - 1399هـ / 1884 - 1979م) هو مستشرق مجري.
أخذ عن فامبيري وجولد تسيهر. تعلّم جرمانوس من اللّغات: اليونانيّة، واللاتينيّة، والإنكليزيّة، والفرنسيّة، والإيطاليّة، والمجريّة، والفارسيّة والأورديّة، والعربيّة والتركيّة.

## إسلامه
بعد إسلامه أطلق على نفسه اسمًا إسلاميًّا، هو عبد الكريم جرمانيوس.
واستطاع عبد الكريم جرمانيوس، أن يدعو للإسلام وسط مجال عمله؛ حيث كان يعمل أستاذًا في جامعة (لورانت أنوفيش). وتبع عبد الكريم جرمانيوس كثرةٌ هائلةٌ من داخل الجامعة وخارجها، حتى إن الجامعة خصصت كرسيًّا للتاريخ العربي والإسلامي، باسم عبد الكريم جرمانيوس.

### قصة إسلامه
يروي الدكتور (عبد الكريم جرمانيوس) خلفيّات اهتدائه إلى الإسلام، فيقول: "كان ذلك في عصر يوم مطير، وكنتُ ما أزال في سنّ المراهقة، عندما كنتُ أقلِّب صحائف مجلّة مصوّرة قديمة، تختلط فيها الأحداث الجارية مع قصص الخيال، مع وصف لبعض البلاد النائية؛ بقيت بعض الوقت أقلِّب الصحائف في غير اكتراث إلى أن وقعت عيني فجأة على صورة لوحة خشبيّة محفورة استرعت انتباهي، كانت الصورة لبيوت ذات سقوف مستوية تتخلّلها هنا وهناك قباب مستديرة ترتفع برفق إلى السماء المظلمة التي شقّ الهلال ظلمتها.
ملكت الصورة عليَّ خيالي، وأحسستُ بشوق غلاّب لا يقاوم إلى معرفة ذلك النور الذي كان يُغالب الظّلام في اللّوحة. بدأتُ أدرس اللّغة التركيّة، ومن ثَمَّ الفارسيّة فالعربيّة، وحاولتُ أن أتمكّن من هذه اللّغات الثلاث حتّى أستطيع خوض هذا العالم الروحيّ الذي نشر هذا الضوء الباهر على أرجاء البشريّة".
وفي إجازة صيف كان من حظي أن أُسافر إلى البوسنة - وهي أقرب بلد شرقيّ إلى بلاده - وما كدت أنزل أحد الفنادق حتّى سارعت إلى الخروج لمشاهدة المسلمين في واقع حياتهم، حيث خرجت بانطباع مُخالف لما يُقال حول المسلمين، وكان هذا هو أوّل لقاء مع المسلمين. ثمّ مرّت سنوات وسنوات في حياة حافلة بالأسفار والدراسات، وكنت مع مرور الزّمن تتفتّح عيوني على آفاق عجيبة وجديدة.
ورغم تطوافه الواسع في دنيا الله، واستمتاعه بمشاهدة روائع الآثار في آسيا الصغرى وسوريا، وتعلّمه اللّغات العديدة وقراءاته لآلاف الصفحات من كتب العلماء، قرأ كلّ ذلك بعين فاحصة، يقول: «ورغم كلّ ذلك فقد ظلّت روحي ظمأى».
وفي أثناء وجوده بالهند، رأى ذات ليلة - كما يرى النائم - كأنّ محمّدًا رسول الله صلَّى الله عليه وسلم يخاطبه بصوت عطوف: «لماذا الحيرة؟! إنّ الطريق المستقيم أمامك مأمون ممهّد مثل سطح الأرض. سِرْ بخُطا ثابتة وبقوّة الإيمان». وفي يوم الجمعة التالية، وقع الحدث العظيم في مسجد الجمعة في دلهي، حينما أشهر إسلامه على رءوس الأشهاد.
وعن تلك اللّحظات المفعمة بالأحاسيس يتذكّر (الحاج عبد الكريم جرمانوس)، فيقول: "كان التأثّر والحماس يعمّان المكان، ولا أستطيع أن أتذكّر ماذا كان في ذلك الحين، وقف الناس أمامي يتلقّفونني بالأحضان. كم من مسكين مجهد نظر إليَّ في ضراعة، يسألني الدعوات ويريد تقبيل رأسي، فابتهلتُ إلى الله أن لا يدع هذه النفوس البريئة تنظر إليِّ وكأنِّي أرفع منها قدرًا، فما أنا إلاَّ حشرة من بين حشرات الأرض، أو تائه جادّ في البحث عن النور، لا حول لي ولا قوة، مثل غيري من المخلوقات التعيسة، لقد خجلتُ أمام أنّات وآمال هؤلاء الناس الطيِّبين. وفي اليوم التالي وما يليه كان الناس يفدون عليَّ في جماعات لتهنئتي، ونالني من محبّتهم وعواطفهم ما يكفيني زادًا مدى حياتي.

## شغفه بتعلم اللغات
تعلّم عبد الكريم جرمانوس اللّغات الغربيّة: اليونانيّة، واللاتينيّة، والإنجليزيّة، والفرنسيّة، والإيطاليّة، والمجريّة، ومن اللّغات الشرقيّة: الفارسيّة والأورديّة، وأتقن العربيّة والتركيّة على أستاذيه: فامبيري، وجولد تسيهر اللّذين ورث عنهما ولَعهما بالشرق الإسلاميّ. ثمّ تابع دراستهما بعد عام 1905م في جامعتي: إستانبول وفيينّا. وصنَّف كتابًا بالألمانيّة عن الأدب العثمانيّ 1906م، وآخر عن تاريخ أصناف الأتراك في القرن السابع عشر، فنال عليه جائزة مكّنته من قضاء فترة مديدة في لندن، حيث استكمل دراسته في المتحف البريطاني.
وفي عام 1912م عاد إلى بودابست، فعُيِّن أستاذًا للّغات العربيّة والتركيّة والفارسيّة، وتاريخ الإسلام وثقافته في المدرسة العليا الشرقيّة، ثمّ في القسم الشرقيّ من الجامعة الاقتصاديّة، ثمّ أستاذًا ورئيسًا للقسم العربيّ في جامعة بودابست 1948م، وظلّ يقوم فيه بتدريس اللّغة العربيّة، وتاريخ الحضارة الإسلاميّة، والأدب العربي قديمه وحديثه، محاولاً إيجاد حلقات اتصال بين نهضات الأُمم الإسلاميّة الاجتماعيّة والسيكولوجيّة، حتّى أُحيل إلى التقاعد 1965م.
ودعاه الشاعر الهندي (طاغور) إلى الهند لبعمل أستاذًا للتاريخ الإسلاميّ، فدرَّسه في جامعات: دلهي، ولاهور، وحيدر آباد (1929 – 1932م)، وهناك أشهر إسلامه في مسجد دلهي الأكبر، وألقى خطبة الجمعة، وتَسَمَّى بـ‍ (عبد الكريم). وقدم القاهرة وتعمَّق في دراسة الإسلام على شيوخ الأزهر، ثمّ قصد مكّة حاجًّا، وزار مسجد الرسول صلى الله عليه وسلم، وصنّف في حجّته كتابه: الله أكبر، وقد نُشِر في عدّة لغات 1940م، وقام بتحرِّيات علميّة (1939 – 1941م) في القاهرة والسعوديّة، نشر نتائجها في مجلَّدين: شوامخ الأدب العربي 1952م، ودراسات في التركيبات اللّغوية العربيّة 1954م.
وفي ربيع عام 1955م عاد ليقضي بضعة أشهر في القاهرة والإسكندريّة ودمشق بدعوة من الحكومة ليحاضر بالعربيّة عن الفكر العربيّ المعاصر.

## إسهاماته
ترك الدكتور عبد الكريم جرمانوس تراثًا علميًّا زاخرًا يتسم بالعمق والتنوّع، ومن مؤلفاته: قواعد اللّغة التركيّة (1925م)، والثورة التركيّة، والقوميّة العربيّة (1928م)، والأدب التركيّ الحديث (1931م)، والتيّارات الحديثة في الإسلام (1932م)، واكتشاف الجزيرة العربيّة وسوريا والعراق وغزوها (1940م)، ونهضة الثقافة العربيّة (1944م)، ودراسات في التركيبات اللّغويّة العربيّة (1954م)، وابن الروميّ (1956م)، وبين المفكِّرين (1958م)، ونحو أنوار الشرق، ومنتخب الشعراء العرب (1961م)، وفي الثقافة الإسلامية، وأدب المغرب (1964م)، وكان يعدّ ثلاثة كتب عن: أدب الهجرة، والرحّالة العرب وابن بطّوطة، وتاريخ الأدب العربيّ.
وقد أسهم هذا الأستاذ المجري - بدراساته التي عرفها العالم العربي - بنشر الدعوة الإسلامية، وإنشاء مكتبة إسلامية شهيرة بالاشتراك مع الشيخ أبي يوسف المصري، وقد اهتمت الحكومة المجرية بهذه المكتبة، التي ما زالت ترعاها حتى الآن حفاظًا على التراث الإسلامي وتاريخه، وتشجيعًا للمسلمين هناك.
وسنحت له الفرصة للقيام برحلة إلى الصحراء في 1939م بعد مغامرات مثيرة واجهها في طريقه عبر البحر إلى مصر، وزار لبنان وسوريا، ثم قام برحلة الحج الثانية. وقد كتب في مقدمة طبعة (الله أكبر!) الصادرة في 1973م ما يأتي: «زرت شبه الجزيرة ومكة والمدينة المنورة ثلاث مرات، ونشرتُ تجاربي خلال سفرتي الأولى في كتابي (الله أكبر!). وفي 1939 – 1940م بعد اندلاع الحرب العالمية الثانية، انطلقت عبر الدانوب لأصل إلى البحر بصفة بحّار من دون أن أعبأ بالمخاطر والتعب. فوصلت مصر ومنها أبحرت إلى شبه الجزيرة. أمضيت في المدينة المنورة أشهر عدة حيث زرت الأمكنة التي ارتبطت بحياة الرسول صلى الله عليه وسلّم: آثار مسجد القبلتين ومقبرة البقيع، ومواقع معركتي بدر وأُحد. كنت ضيفًا على المسجد المصري الذي أسسه محمد علي في المدينة. وفي الأماسي زارني العلماء المسلمون لنتحدث عن حال الإسلام في العالم. وكما شرحت في كتابي هذا، شعَّت منهم نحوي روح الإسلام بقوة وبنفس العمق دون نقصان، على رغم كل التغيرات الدنيوية التي يشهدها العالم، تمامًا مثلما خبرته في أيام شبابي التي قضيتها في الشرق المسلم». وقد تحقق حُلمه في الذهاب من الحجاز إلى الرياض مع القوافل خلال رحلة 1939م، فوصل إليها بعد أربعة أسابيع عصيبة، خلَّد تفاصيلها في كتابه الشهير (تحت ضوء الهلال الخافت) 1957م.
وعرض في كتابه اللاحق (نحو أنوار الشرق) 1966م تجاربه خلال رحلاته التي قام بها بين 1955- 1965م. خلال تلك الفترة أصبح عضوًا في المجامع العلمية العربية بمصر 1956م، وبغداد 1962م، ودمشق 1966م؛ فقد زار بغداد في 1962م بدعوة من رئيس الوزراء عبد الكريم قاسم للمشاركة في الاحتفالات التي أقيمت بمناسبة الذكرى 1200 لتأسيس بغداد، وعندها أصبح عضوًا في المجمع العلمي العراقي، وقدَّم في احتفال التنصيب بحثًا عنوانه: تأريخ الإسلام في المجر. وفي 1964م دعته الحكومة المصرية للمساهمة في الاحتفال بالذكرى الألفية لتأسيس الأزهر، ثم في 1965م دعاه الملك فيصل بن سعود لحضور المؤتمر الإسلامي في مكة، وقام بشعائر الحج للمرة الثالثة خلال وجوده هناك، وهو في السنة الحادية والثمانين من العمر.
كان جرمانوس كاتبًا غزير الإنتاج، تناول مختلف المواضيع؛ فقد كتب في تاريخ وأدب الأتراك العثمانيين، وبحث في التطورات المعاصرة للجمهورية التركية، وبحث في الإسلام والتيارات الفكرية الإسلامية المعاصرة، والأدب العربي، وله كتاب مهم عنوانه (تاريخ الأدب العربي) صدر في 1962م، وقبله (الشعراء العرب من الجاهلية حتى يومنا هذا) الصادر في 1961م، وقد كتب عن الرحالة والجغرافيين العرب كتاب (الجغرافيون العرب) لندن 1954م، وله دراسات كثيرة عن الهند. وكان يؤلِّف كتبه وأبحاثه بعدد من اللغات إلى جانب المجرية، مثل: الإنجليزية والفرنسية والإيطالية والألمانية. ولعل أسلوبه السهل الآسر كان وراء انتشار كتبه؛ وبهذا قام جرمانوس بدور رائد في التعريف بالثقافة العربية والأدب العربي وبالإسلام وبحضارة الشرق عمومًا، فتعرَّفت أجيال متتالية من المجريين على أعماله وأحبَّتها.

## وفاته
توفي عبد الكريم جرمانوس في 7 من نوفمبر 1979م، وقد بلغ عامه السادس والتسعين، ودُفِنَ حسب الشعائر الإسلامية في مقبرة من مقابر بودابست. ويحتفظ المتحف الجغرافي المجري في مدينة أيرد بكامل أرشيف هذا الرحالة والمستشرق المجري المسلم.